# Aufseßplatz (metropolitana di Norimberga)
La stazione di Aufseßplatz è una stazione della metropolitana di Norimberga, servita dalla linea U1.

## Storia
La stazione di Aufseßplatz venne attivata il 23 settembre 1975, come capolinea provvisorio della tratta da Frankenstraße; rimase capolinea fino al 28 gennaio 1978, quando venne attivata la tratta seguente fino alla stazione di Weißer Turm.

## Interscambi
- Fermata tram (Plärrer, linee 5 e 6)[2]